# Doryichthys contiguus
Doryichthys contiguus är en fiskart som beskrevs av Maurice Kottelat 2000. Doryichthys contiguus ingår i släktet Doryichthys och familjen kantnålsfiskar. IUCN kategoriserar arten globalt som livskraftig. Inga underarter finns listade i Catalogue of Life.